# Toompea

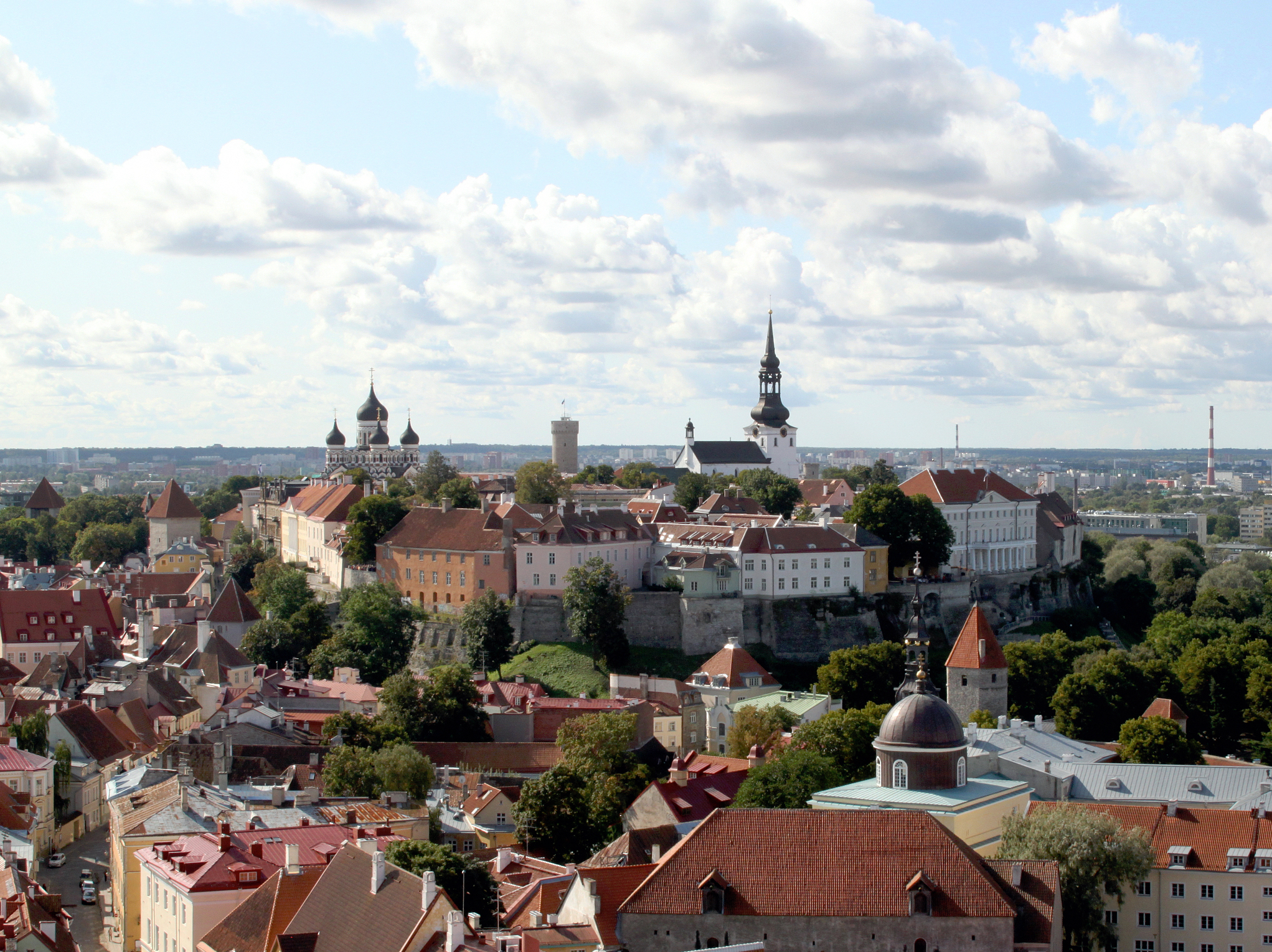
Toompea widziana z wieży Kościoła św. Olafa

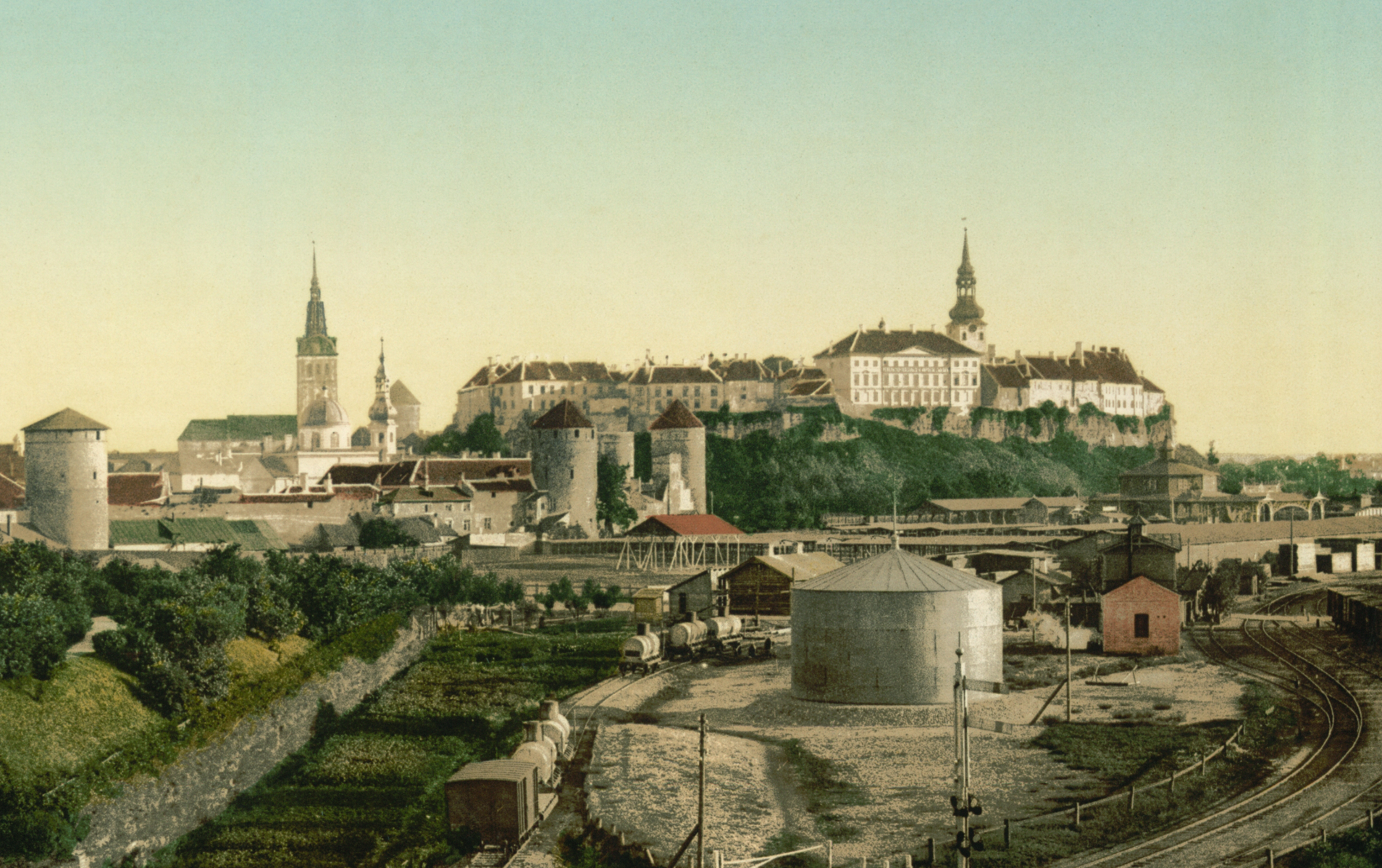
Toompea w XIX wieku

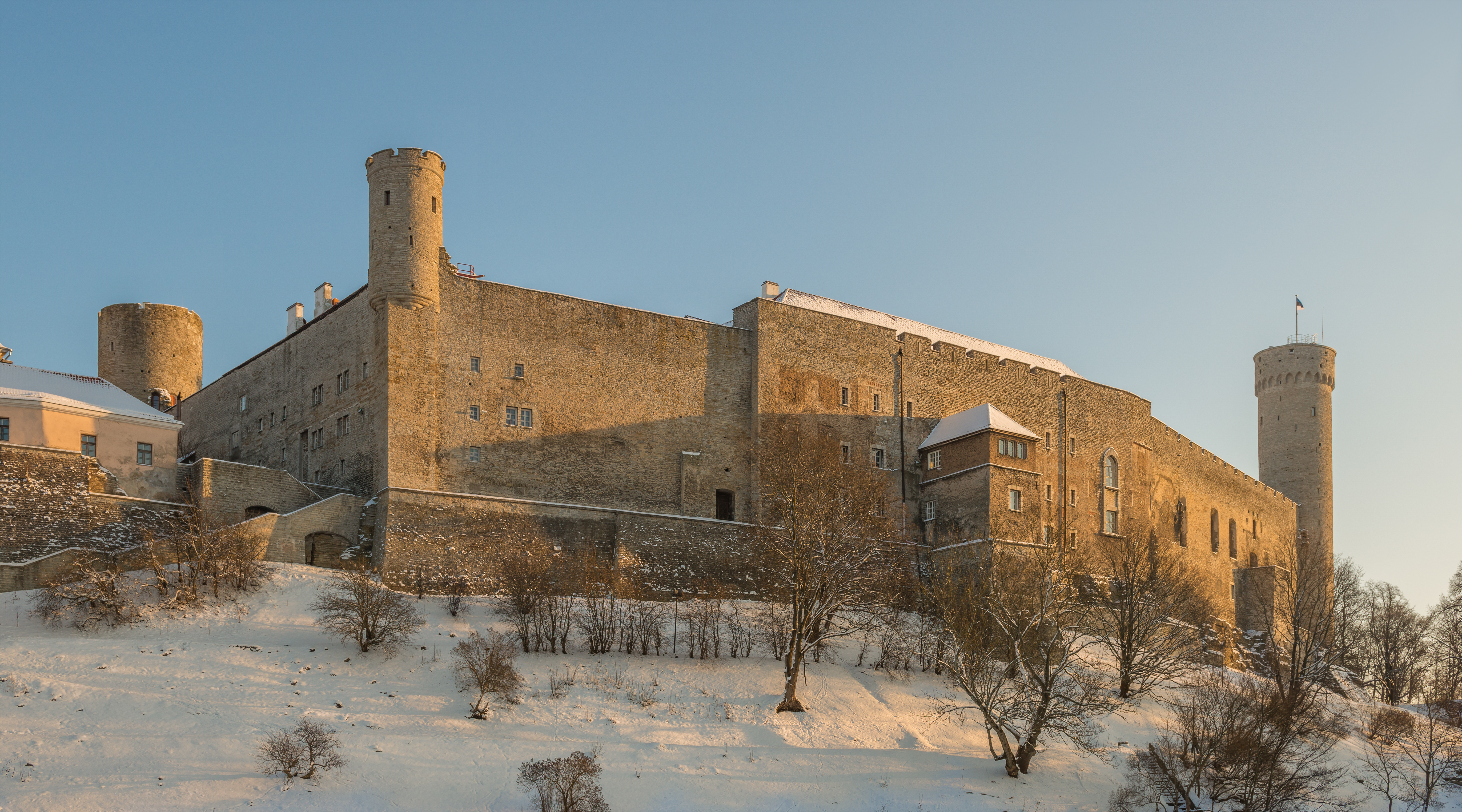
Zamek Toompea

Toompea (z niem. Domberg – wzgórze katedralne) – wapienne wzgórze znajdujące się w centralnej części Tallinna, stolicy Estonii. Jego wymiary to mniej więcej 250 na 400 m i jest około 30 m wyższe od otaczających terenów. Obecnie w starym Zamku Toompea, znajdującym się na wzgórzu, ma siedzibę Riigikogu – estońskie Zgromadzenie Państwowe, a oprócz tego na Toompea znajduje się też siedziba Rządu Estonii.
Toompea jest wpisane na listę światowego dziedzictwa UNESCO.

## Geografia
Wzgórze należy do klintu północnoestońskiego, który jest częścią klintu bałtyckiego. Znajduje się około 1,5 km na północny zachód od piaskowcowej wyżyny północnoestońskiej. Jest z nią połączona wąską piaskowcową granią. W północnej, wschodniej i zachodniej części wzgórza znajdują się klify o wysokości do 25 m, odsłaniające wapienie z ordowiku i kambryjskie piaskowce. Powierzchnia wzgórza to około 7 ha.
Toompea wyłoniła się jako wyspa z Bałtyckiego Jeziora Lodowego około 10 000 lat temu. Dzięki ciągłym ruchom izostatycznym połączyła się z lądem w epoce Morza Litorynowego. Wysokość wzgórza dochodzi do 48 m n.p.m.

## Mitologia
W mitologii estońskiej Toompea funkcjonuje jako kurhan usypany na miejscu pochówku Kaleva przez jego żonę Lindę. Z łez, które uroniła opłakując go, powstało jezioro Ülemiste. Opisuje to narodowy epos Kalevipoeg.

## Architektura na wzgórzu Toompea
- Zamek Toompea
- Dom Stenbocka – siedziba Rządu Estonii
- Sobór św. Aleksandra Newskiego w Tallinnie
- Katedra Najświętszej Maryi Panny w Tallinnie
- Estońska Akademia Nauk